# Gura Albești
Gura Albești – wieś w Rumunii, w okręgu Vaslui, w gminie Albești. W 2011 roku liczyła 179 mieszkańców.